# BMW Série 3 (G20)
La septième génération (désignation interne G20 pour la berline et G21 pour le Touring) de la BMW Série 3 de BMW couvre la catégorie familiale routière du constructeur automobile et elle est disponible depuis 2019.
Le coupé G22 et le cabriolet G23 sont à nouveau commercialisés sous le nom de BMW Série 4 pour représenter un positionnement plus élevé par rapport à la berline et au Touring.

## Historique du modèle
Le 2 octobre 2018, BMW a officiellement présenté la G20 au Mondial de l'Automobile de Paris et le 9 mars 2019, les ventes ont commencé avec trois niveaux de finition, "Sport Line", "Luxury Line" et "M-Sport". Le site de production principal de la berline et du Touring est l'usine de Munich, pour le modèle à empattement allongé (G28), qui a été officiellement présenté pour la première fois au Salon de l'automobile de Shanghai 2019, les sites de production sont l'usine de Tiexi à Shenyang, en Chine et la nouvelle usine de San Luis Potosí au Mexique. La variante Touring a été présentée le 12 juin 2019 et lancée fin septembre 2019.
La M3 (G80) a été introduite le 23 septembre 2020. Un mois plus tôt, BMW avait annoncé qu'il y aurait aussi une variante Touring (G81). La M3 berline est fabriquée à Munich et elle a été lancée en mars 2021. La version à traction intégrale de la M3 a suivi à l'été 2021 et le Touring à l'été 2022,. Contrairement aux modèles normaux de la Série 3, la G80 a la grande calandre BMW à l'avant, connue de la Série 4,.

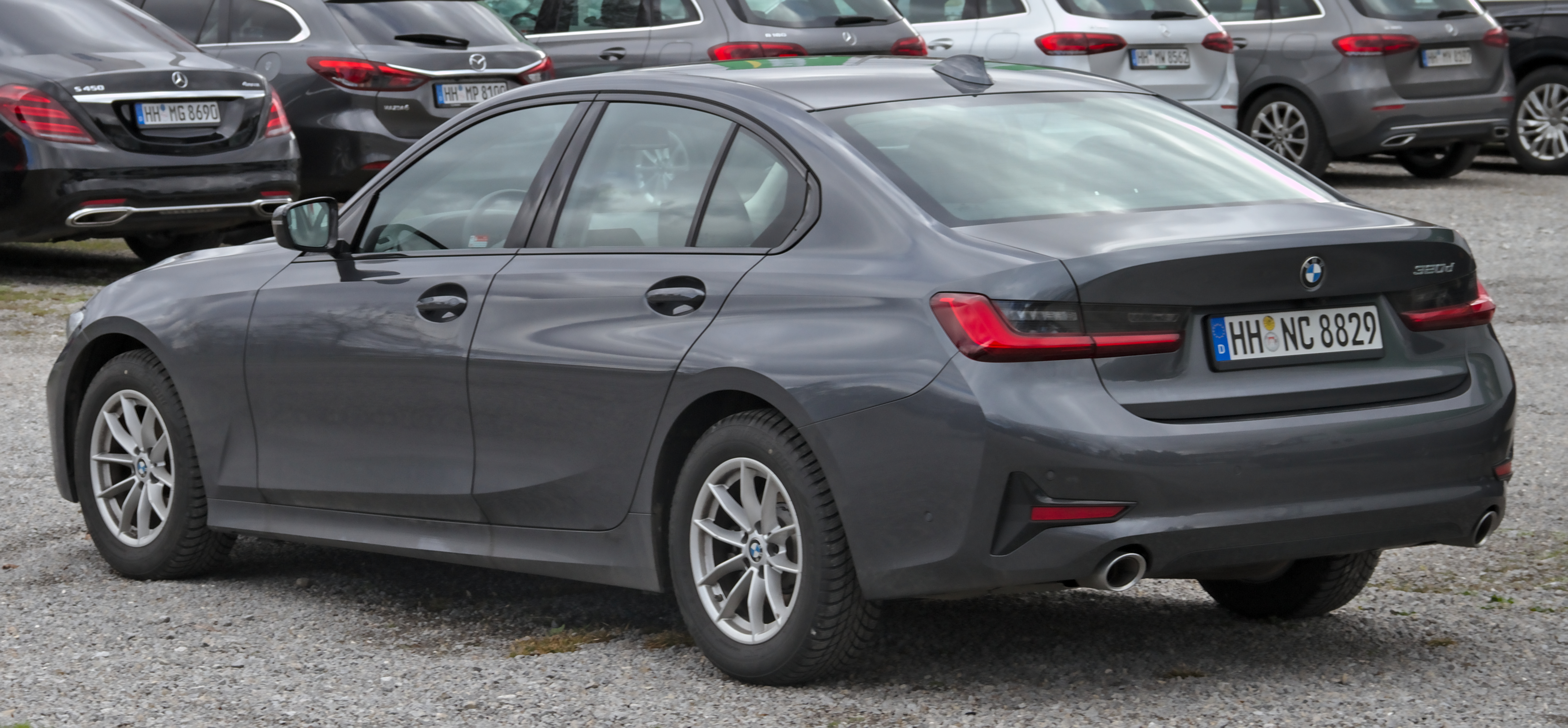
G20, vue arrière (2019–2022)
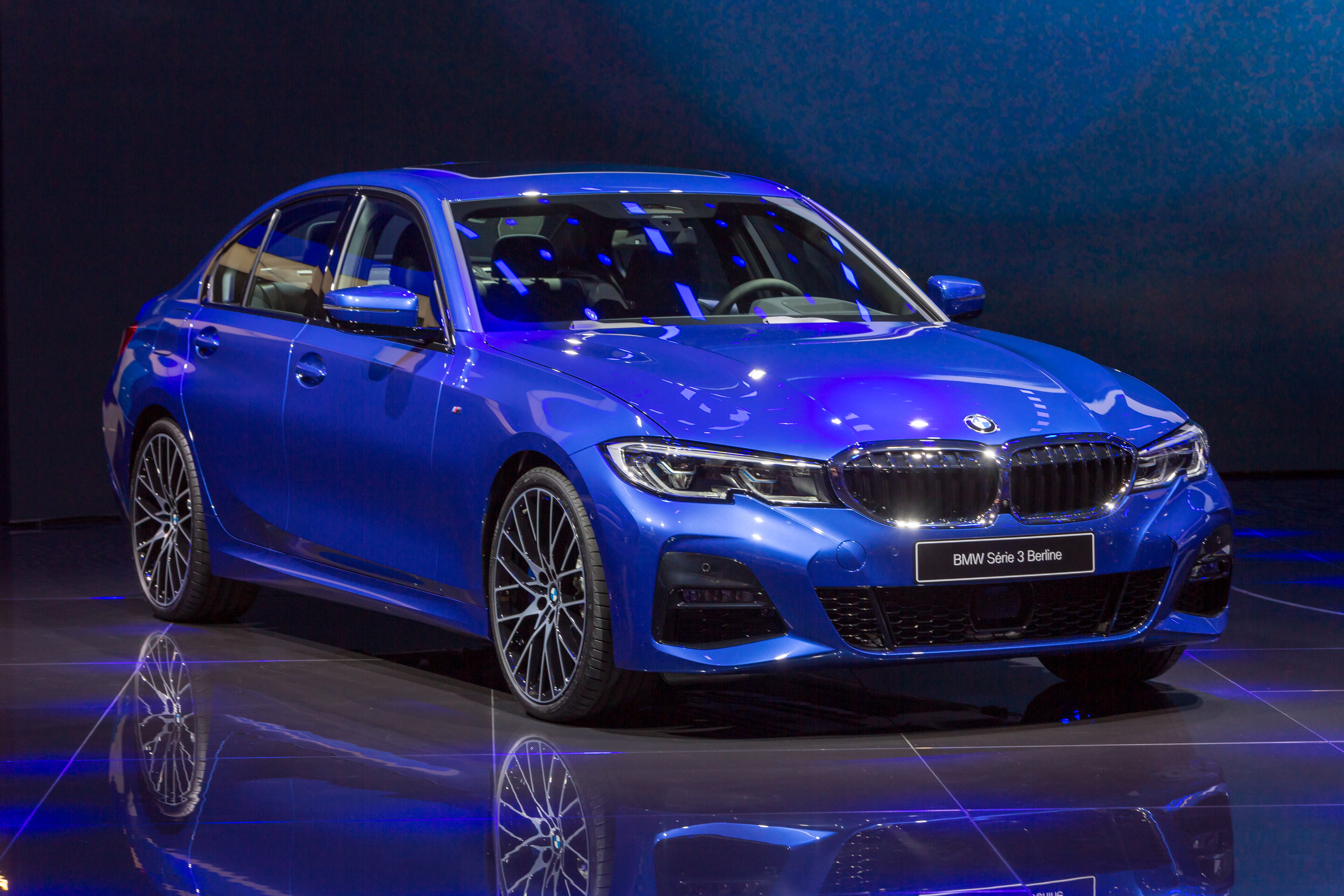
G20, modèle M-Sport (2019–2022)
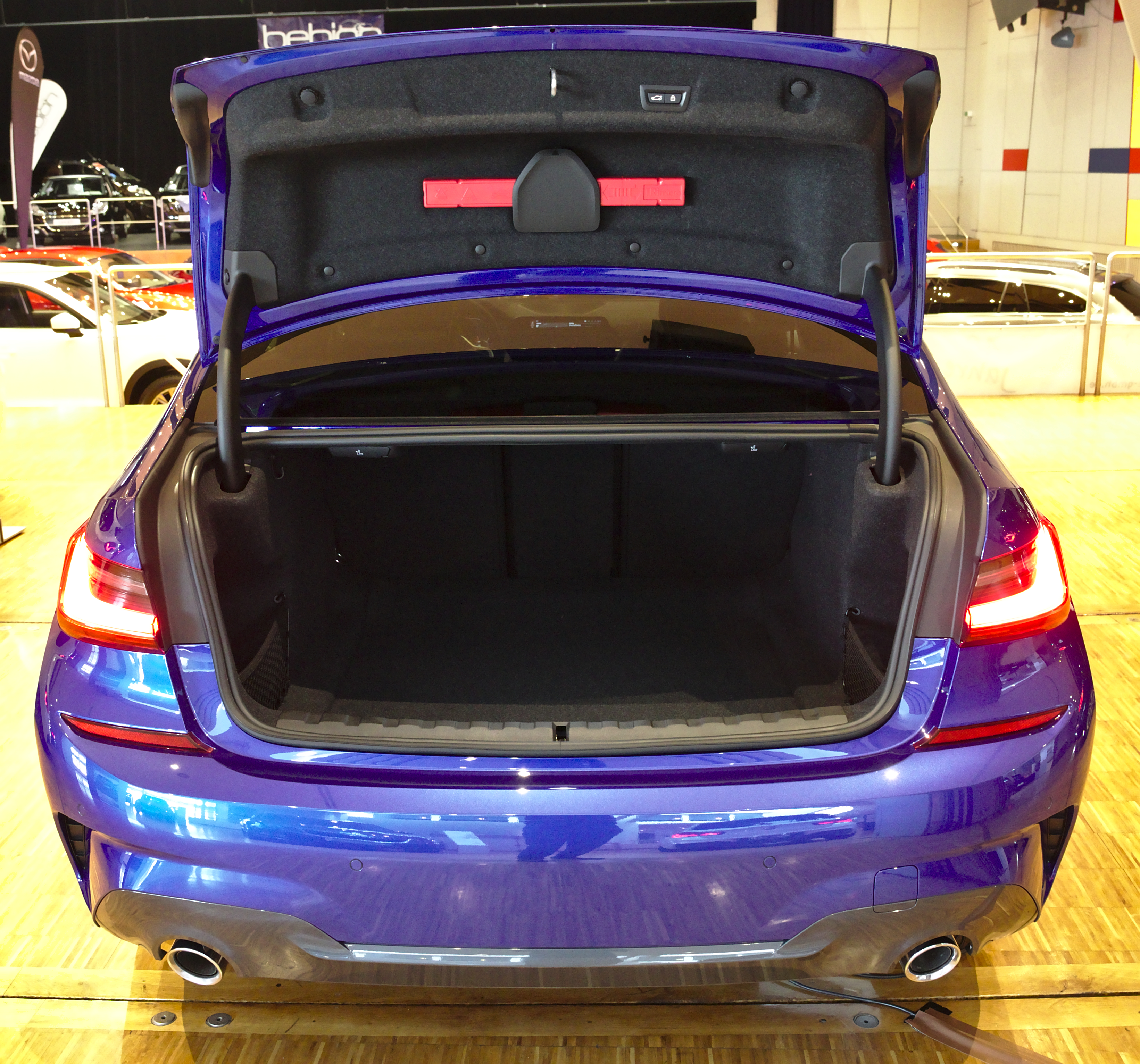
G20, coffre (tablier arrière inférieur du modèle M-Sport, 2019–2022)
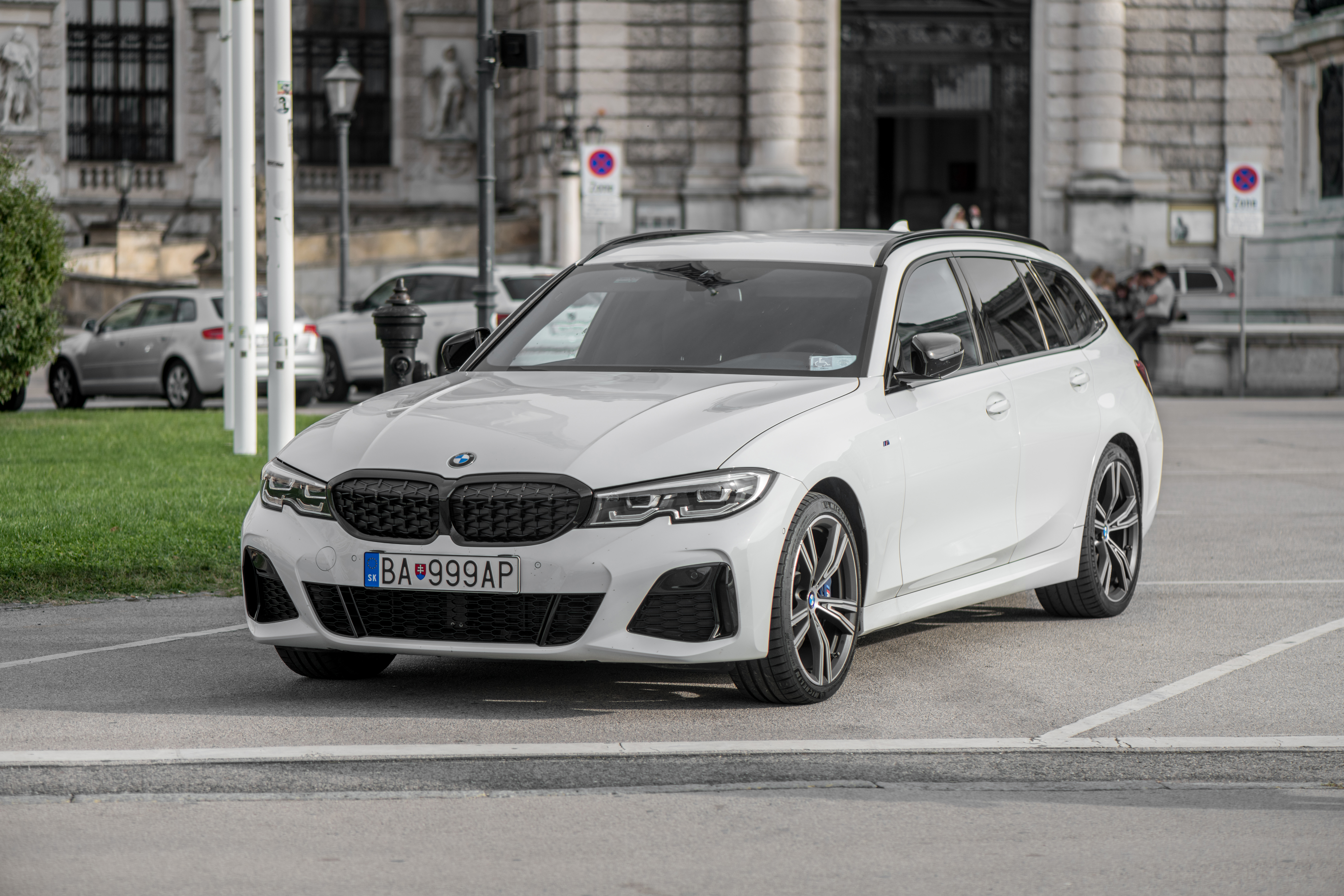
M340 Touring (G21) avec applications Shadowline, vue avant (2019–2022)
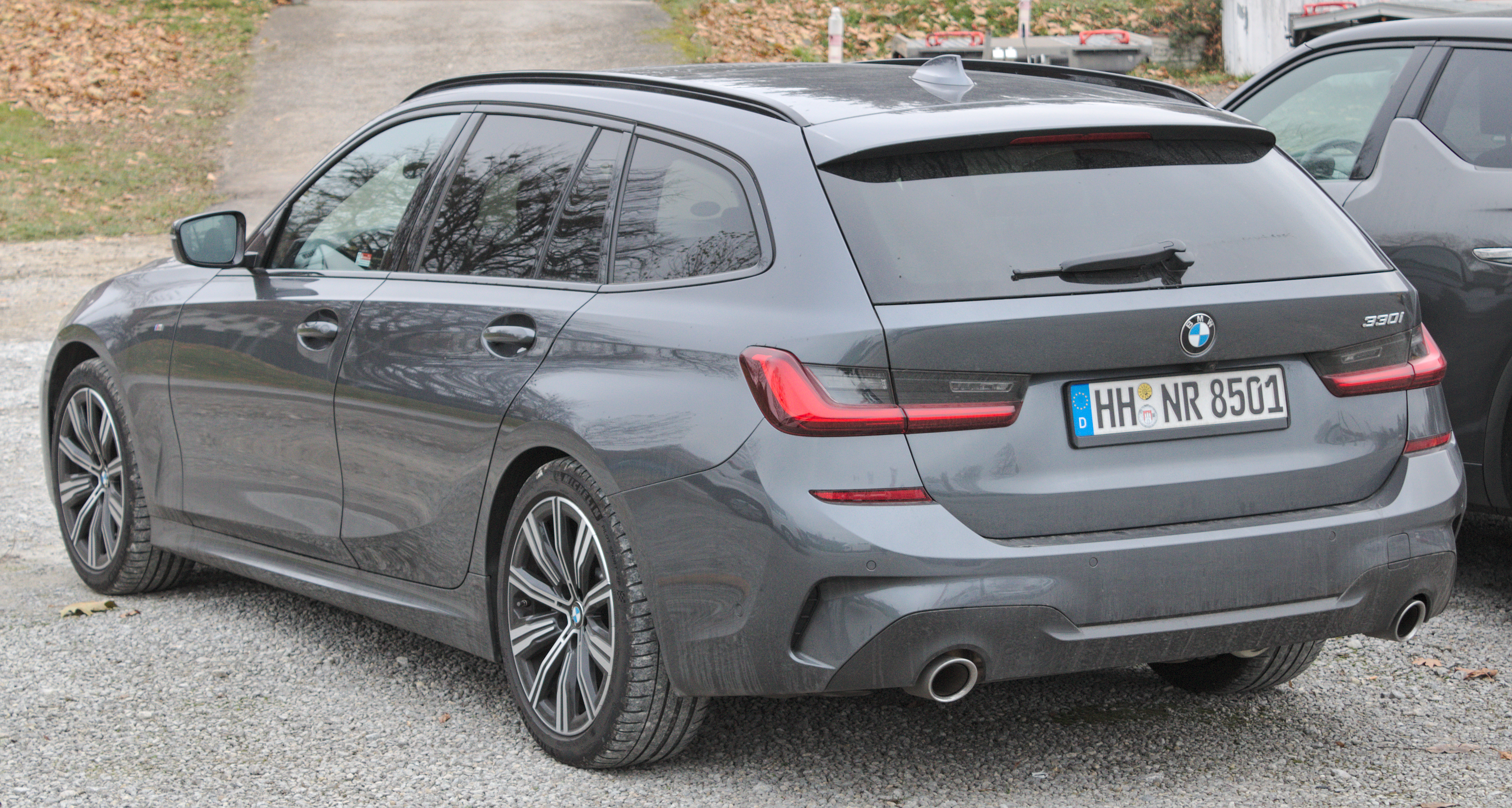
Touring (G21), vue arrière, modèle M-Sport (2019–2022)
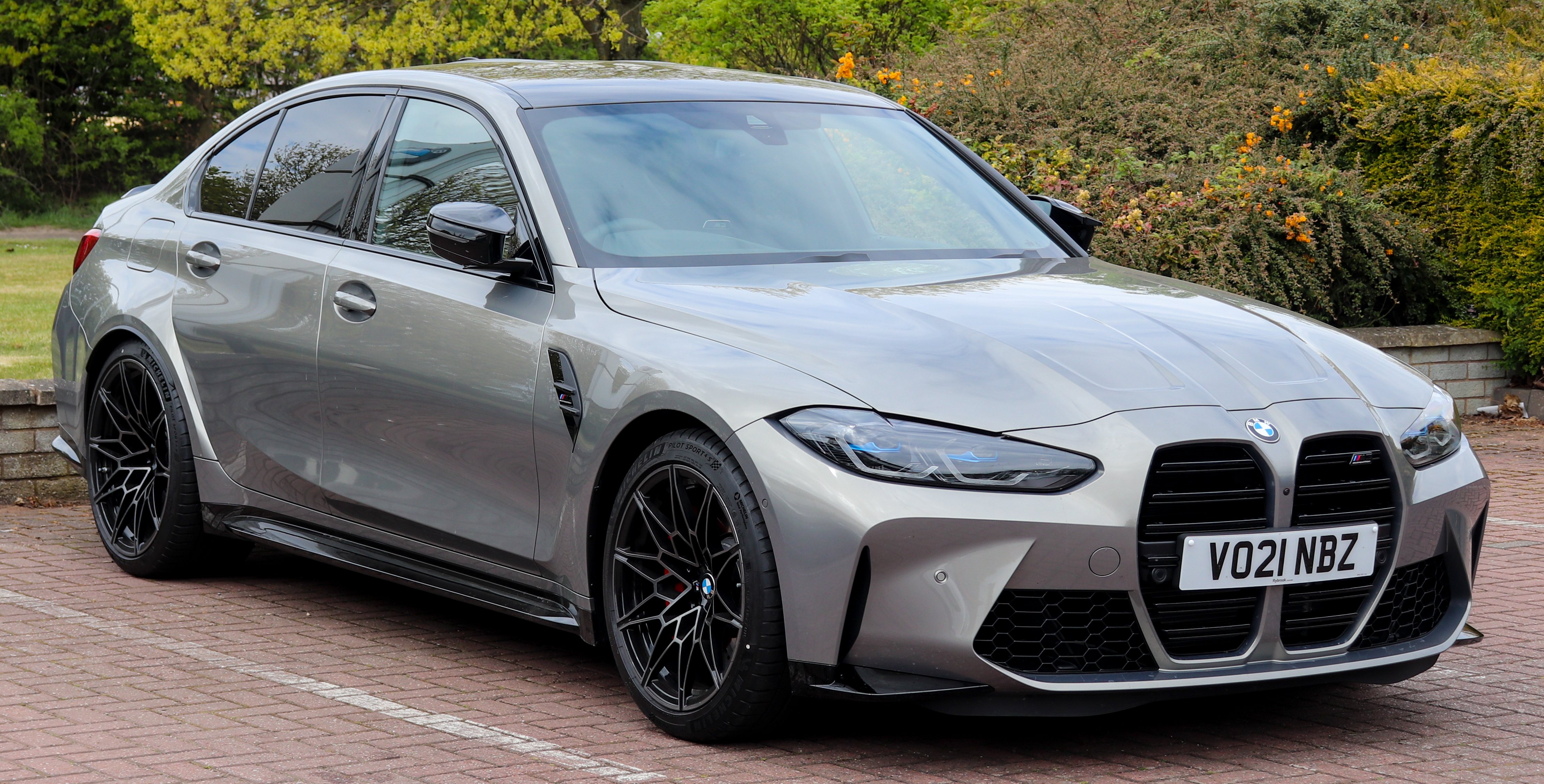
M3 Competition avec les gros haricots BMW
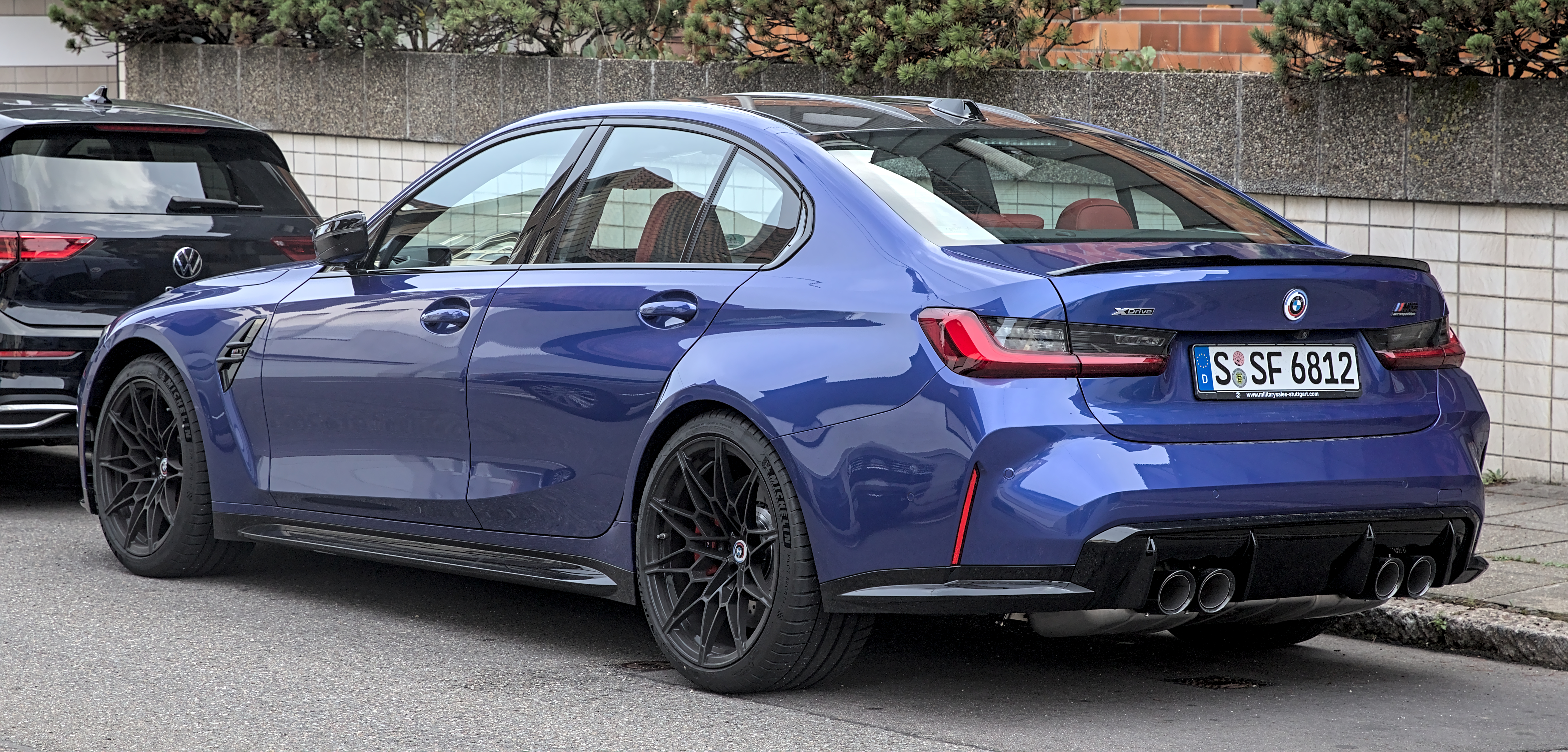
M3 Competition, vue arrière
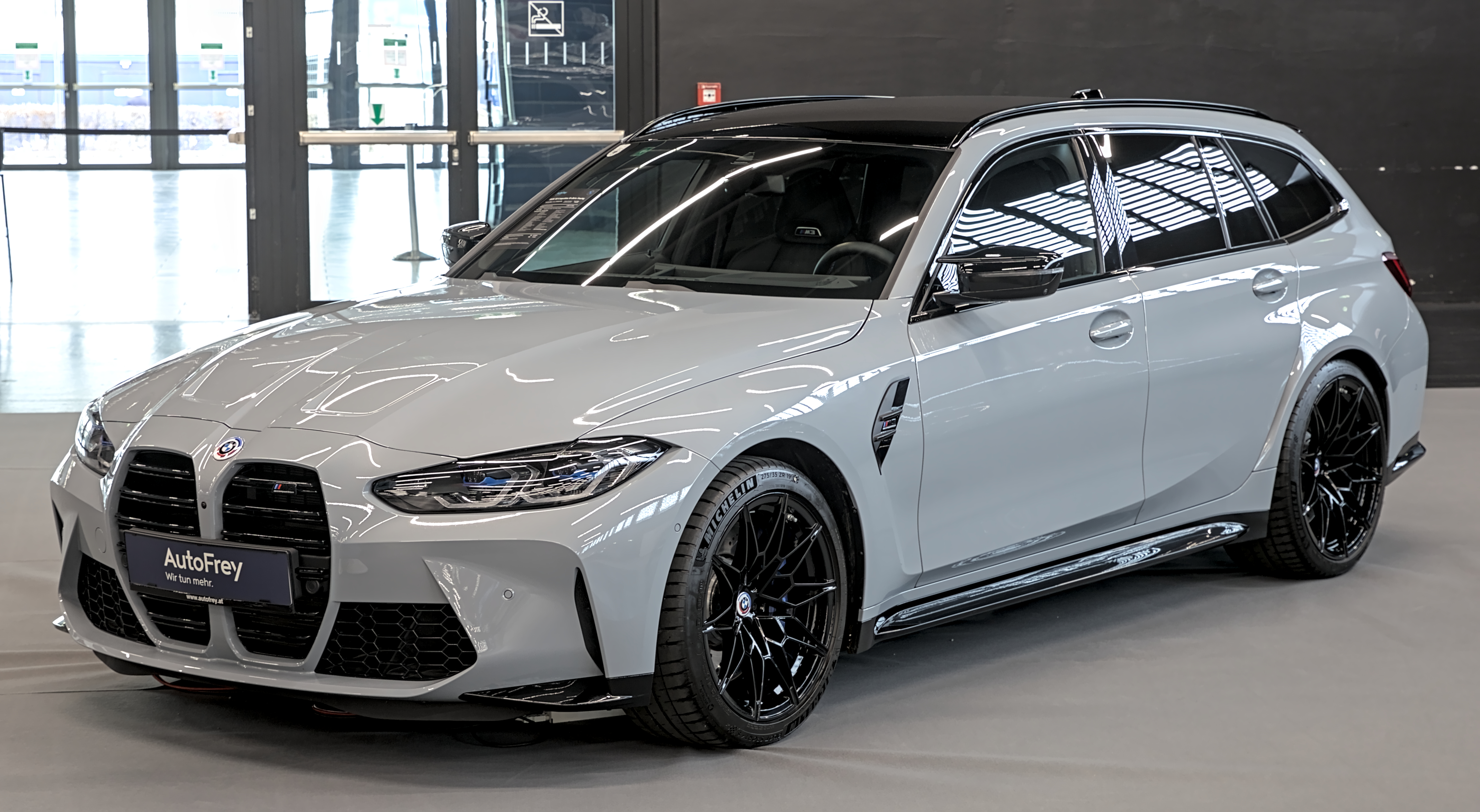
M3 Touring Competition
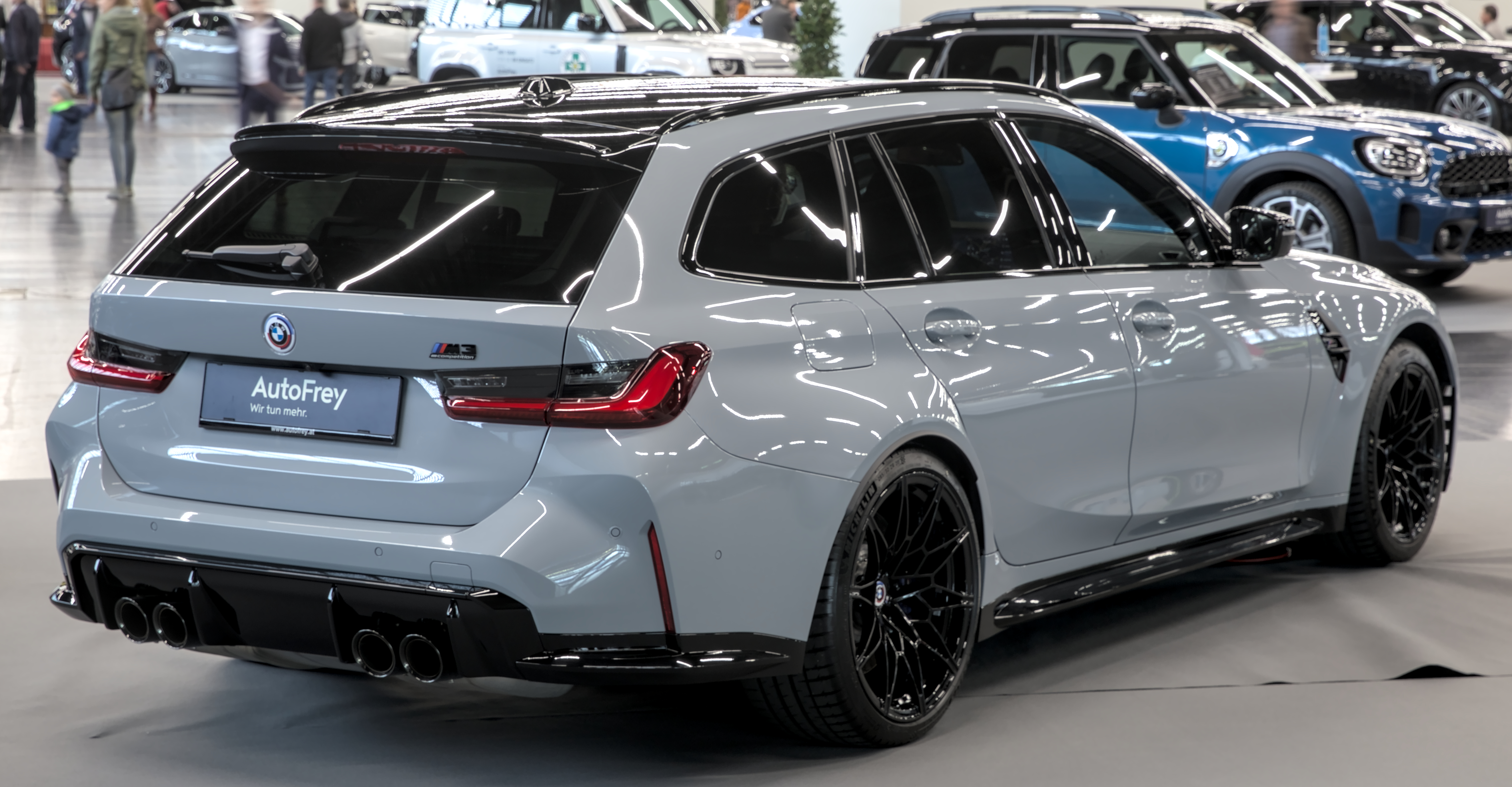
M3 Touring Competition, vue arrière
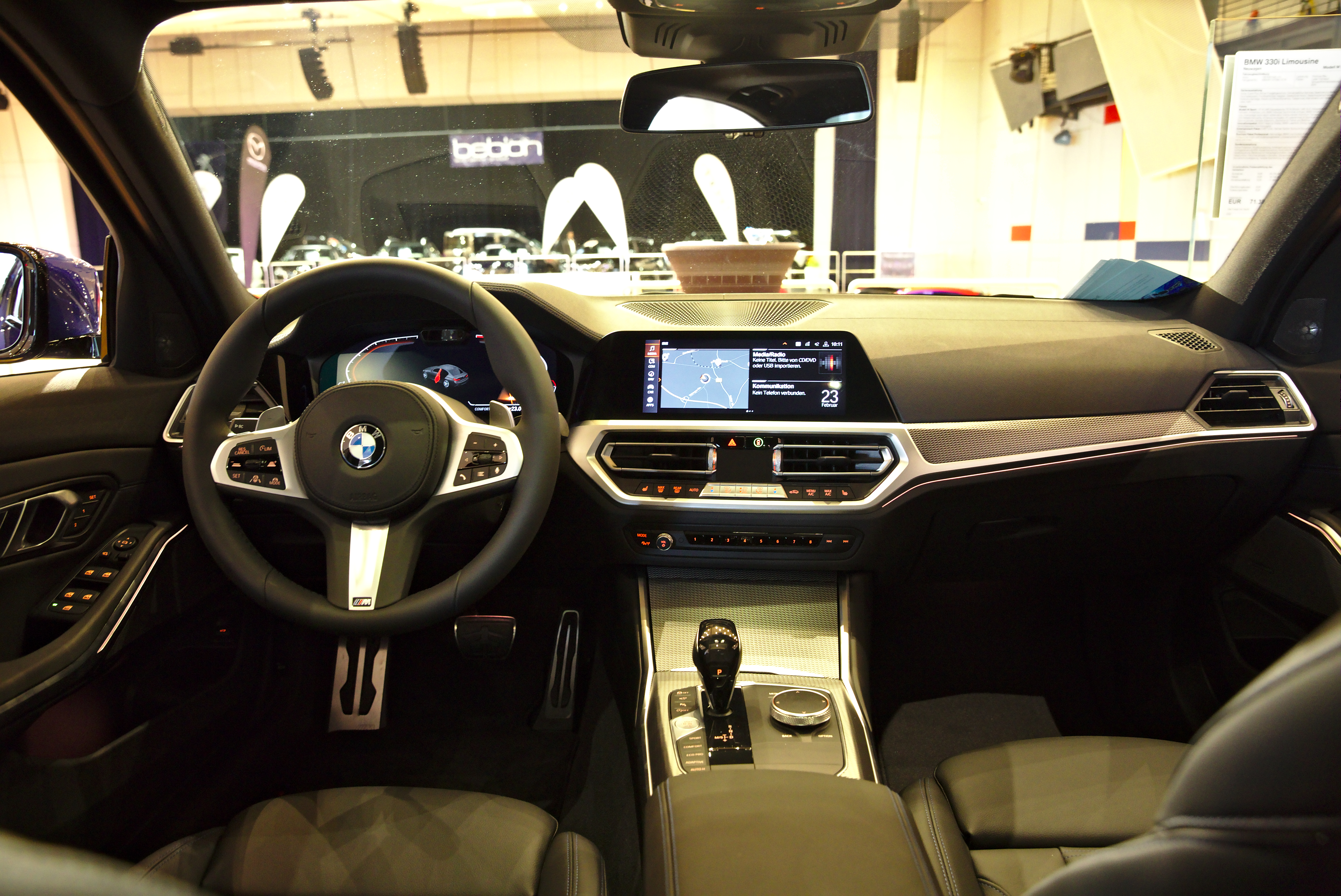
Cockpit avec palettes de changement de vitesse et Parking Assistant Professional

### Modèles spéciaux hors d’Europe
En octobre 2020, BMW a présenté le modèle spécial 330is, limité à 230 unités. Elle est exclusivement proposée en Afrique du Sud. La 330is est destinée à rappeler la 325is ("Gusheshe") de la gamme E30, qui jouit d'une grande popularité dans le sport automobile en Afrique du Sud.
Le modèle spécial 330i Iconic Edition, limité à 200 unités, a été présenté pour l'Australie en février 2021. Elle est disponible en deux couleurs et utilise également des pièces de BMW M. De plus, comme pour le BMW X6, les haricots BMW peuvent être éclairés.
Le 31 mars 2022, la version longue chinoise entièrement électrique a également été présentée sous le nom de BMW i3 eDrive35L. la puissance du système est donnée à 210 kW (286 ch). La production a lieu à Shenyang chez BMW Brilliance Automotive exclusivement pour le marché chinois.

### Lifting
Une version révisée de la gamme a été présentée le 18 mai 2022. Elle a été mise en vente en juillet 2022. Les modèles sont dotés de nouveaux phares à LED et d'équipements de série plus complets (système de stationnement avant et arrière, climatisation automatique à 3 zones, rétroviseurs extérieurs rabattables). La plus grande innovation est l'intégration du système d'exploitation BMW OS 8 avec un écran incurvé (large), qui remplace toutes les instrumentations analogiques. Il n'y a que la variante de base et une finition d'équipement supplémentaire, la finition "M-Sport". La finition "M-Sport Pro" offre d'autres options pour les feux et des étriers de frein rouges, qui pouvaient auparavant être sélectionnés indépendamment.

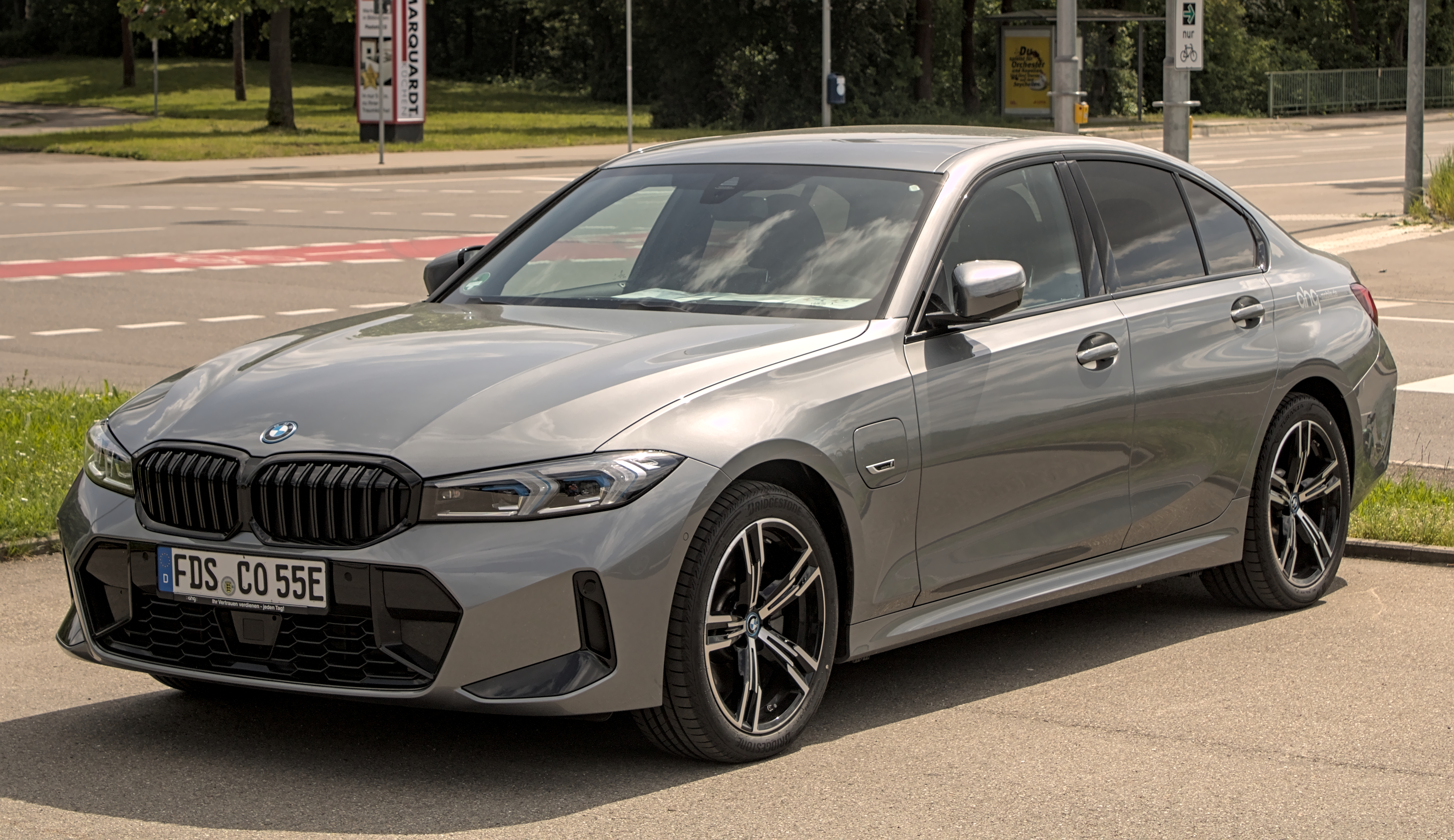
G20, vue avant (depuis 2022)
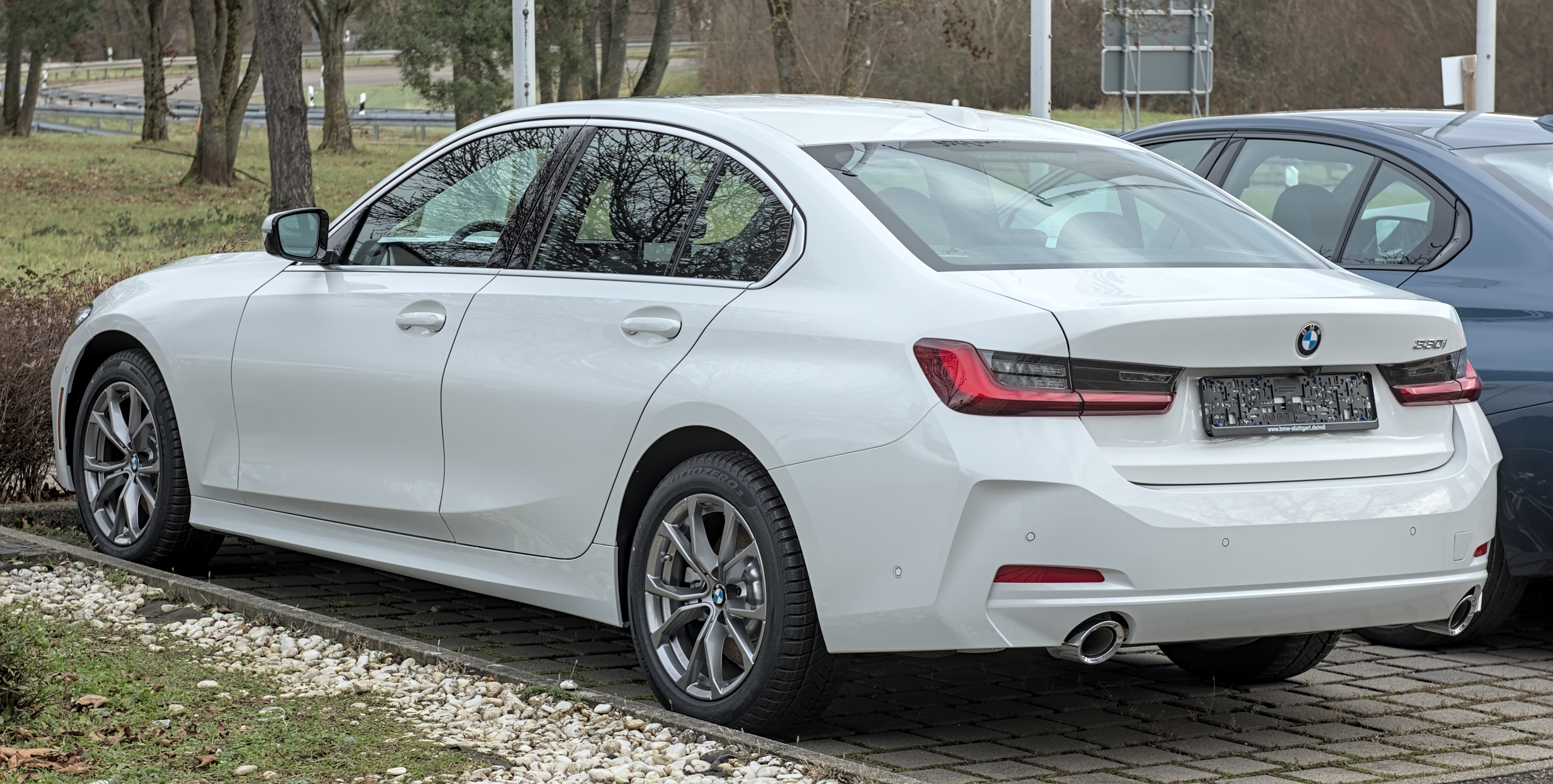
G20, vue arrière (depuis 2022)
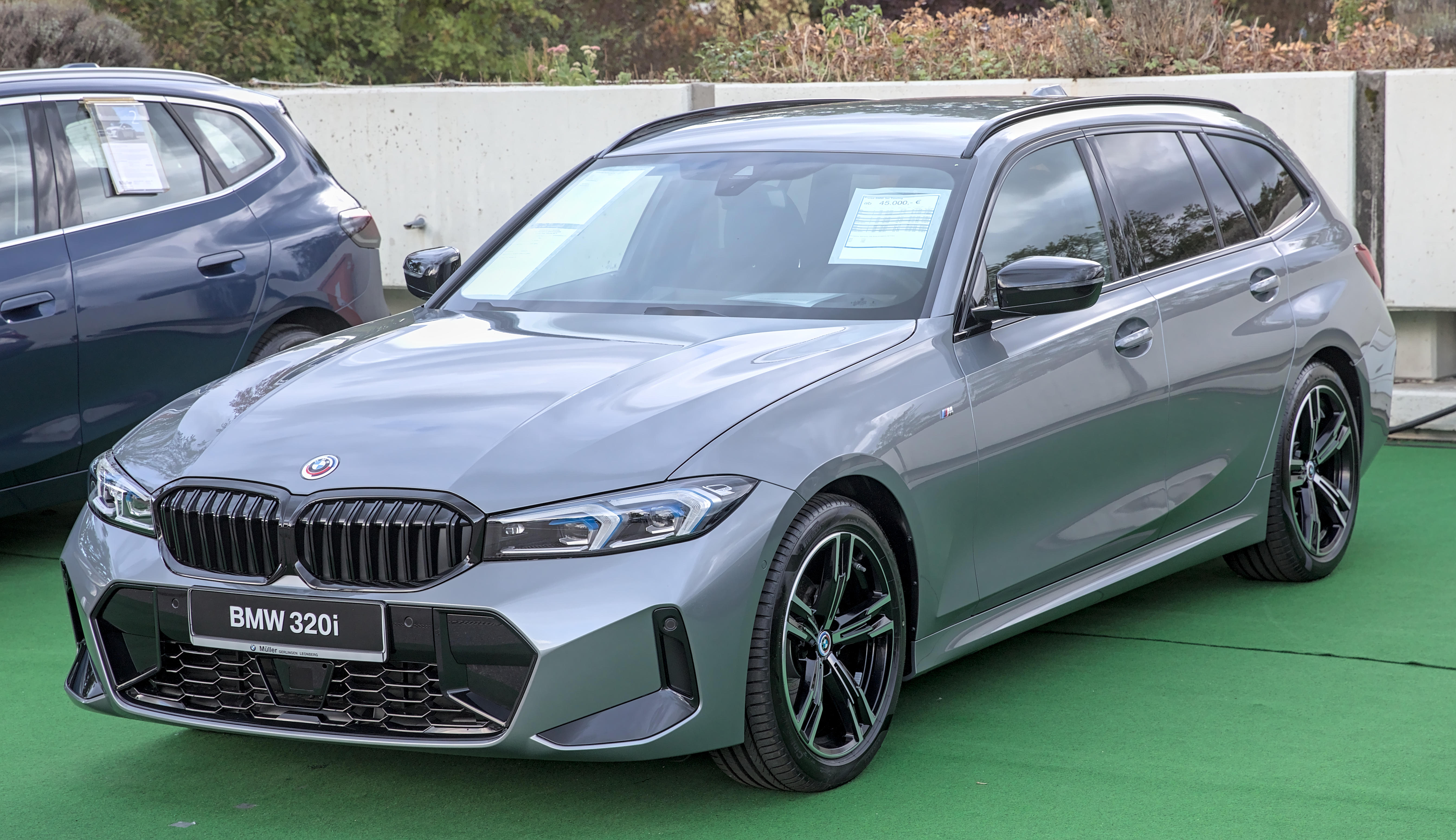
Touring (G21), vue avant (depuis 2022)
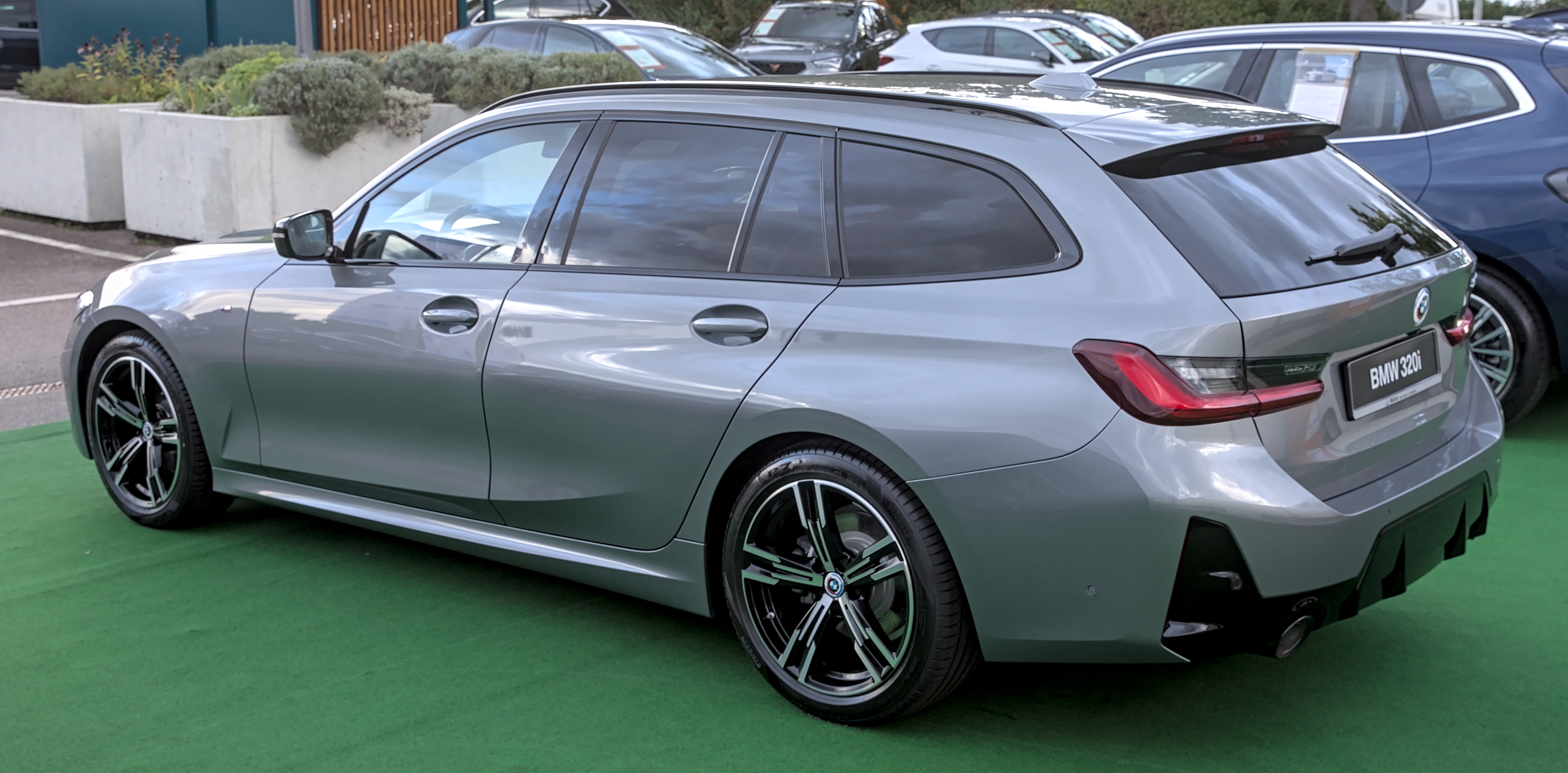
Touring (G21), vue arrière (depuis 2022)
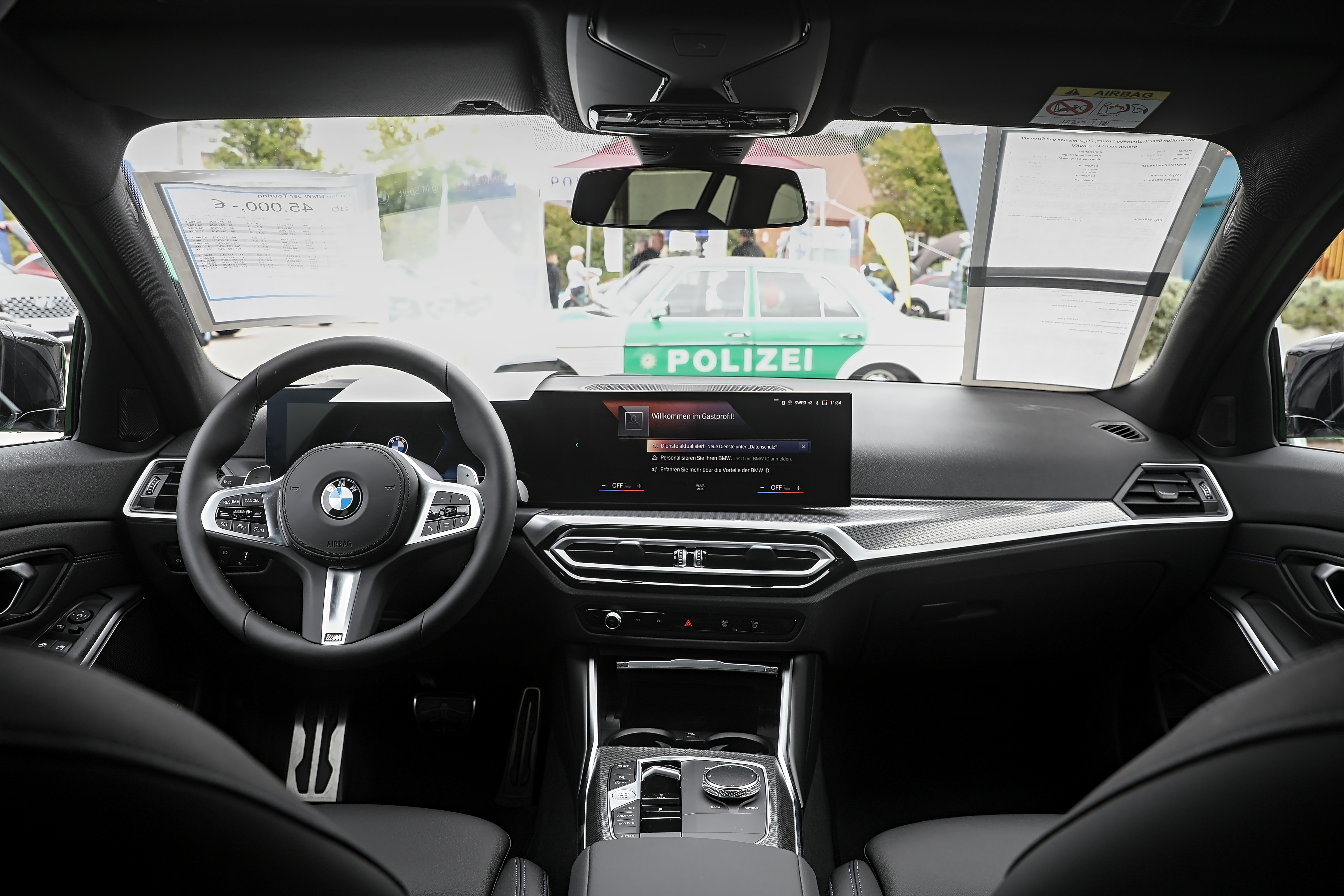
Cockpit avec écran incurvé

## Technologie
Comme pour la Série 7 (BMW G11) et la dernière Z4, BMW utilise l’actuelle plate-forme CLAR (CLuster ARchitecture) de BMW pour la G20. La carrosserie est légèrement plus grande et la voiture a un coefficient de traînée (cx) compris entre 0,23 pour la 320d et 0,26. Entre autres choses, une commande de volet d'air actif est utilisée à cette fin. Le centre de gravité a été abaissé de 10 mm. La rigidité en torsion a été augmentée de 20 % par rapport au modèle précédent. Le capot, le hayon et les ailes sont en aluminium, ce qui, malgré des dimensions plus grandes, réduit la masse de 55 kg; elle est répartie exactement uniformément sur les essieux avant et arrière sur les modèles à moteurs quatre cylindres. Pour une meilleure réduction du bruit, un pare-brise avec film insonorisant ("verre acoustique") est utilisé sur toutes les variantes du modèle. Le modèle M-Sport a son propre tablier avant. La M3 a quelques renforts, dont une jambe de force dans le compartiment moteur. Toutes les variantes du modèle sont équipées de phares à LED et des feux de route avec module laser sont disponibles en option.
Le véhicule est équipé d'un essieu avant à jambe de force MacPherson avec triangles et tirants articulés séparément et d'un essieu arrière à cinq bras. De nouveaux types d'amortisseurs à friction dépendant de la course et un piston supplémentaire pour une plus grande dissipation d'énergie sont utilisés. La suspension "M-Sport" dispose d'un différentiel sport à commande électronique avec effet de blocage variable dans l'entraînement de l'essieu arrière et d'un système de freinage "M-Sport",.
Un assistant de sortie de voie et l'avertissement de collision et de piéton avec fonction de freinage en ville font partie de l'équipement standard. D'autres assistants, y compris l'avertissement de collision et de circulation transversale arrière, sont facultatifs; il y a aussi un assistant de stationnement, qui prend en charge la direction, l'accélération, le freinage et la sélection des vitesses de la transmission automatique lors du stationnement et de la sortie d'une place de stationnement, et peut faire parcourir la voiture en marche arrière sur exactement la même trajectoire précédemment parcourue en marche avant sur une distance allant jusqu'à 50 mètres.
En plus du contrôle gestuel, le contrôle vocal est également disponible pour l’écran d'infodivertissement, mais il peut également être commandé via IDrive ou un écran tactile. La commande vocale dispose d'un logiciel adaptatif afin qu'elle s'adapte au conducteur pour une longue période de temps. Des mises à jour logicielles sans fil sont possibles en liaison avec le BMW Live Cockpit Professional.
La M3 propose également un analyseur de drift M, avec lequel le véhicule analyse les courbes et les données peuvent être ensuite enregistrées et évaluées, ainsi qu'un chronomètre.

## Transmission
Des moteurs essence et diesel quatre cylindres ainsi qu'un moteur diesel six cylindres en ligne étaient disponibles au début des ventes. Leur couple maximal est compris entre 300 et 580 Nm. Les modèles à moteurs diesel quatre cylindres ont une transmission manuelle à six vitesses, toutes les autres variantes ont une transmission automatique ZF à huit vitesses. La variante à moteur diesel 320d est également disponible avec la transmission intégrale variable XDrive. Selon les premières informations, les émissions de CO2 sont comprises entre 108 g/km et 139 g/km selon la motorisation.
À l'été 2019, la M340i a été suivie d'un nouveau modèle haut de gamme, la 330e, une version à propulsion hybride rechargeable avec une autonomie tout électrique de 60 km et des versions à traction intégrale pour les berlines 320i, 330i et 330d. La M340i est équipée du moteur B58 de BMW de dernière génération avec une friction réduite, un poids plus léger et la dernière gestion thermique. Ce dernier dispose de deux circuits de refroidissement distincts pour la culasse et le carter ("approche de refroidissement fractionné"), ce qui permet une meilleure combustion lorsque le moteur n'est pas à pleine charge. Le modèle hybride a une puissance système de 185 kW, qui est portée à 215 kW en mode « XTraBoost »; la consommation de carburant standard combinée est compris entre 1,6 et 1,9 l/100 km et la consommation d'électricité standard combinée est compris entre 14,8 et 15,4 kWh/100 km. Depuis l'été 2020, la 330e est également disponible en version Touring et avec traction intégrale.
La 318i avec un moteur de 115 kW (156 ch) est disponible en entrée de gamme depuis mars 2020.
La 320e, plus faible, est également disponible depuis mars 2021. La transmission intégrale est également disponible pour le Touring. Le lancement sur le marché de la M3 avec le moteur sport S58 de BMW a eu lieu à la même date; elle a une boîte de vitesses manuelle à 6 vitesses.
Avec le lifting de 2022, les moteurs essence 4 cylindres auront un collecteur intégré dans la culasse, et tous les moteurs ne seront fournis qu'avec une transmission automatique, les changements de vitesse s'effectuent à l'aide de palettes de changement de vitesse au volant. Une transmission automatique avec des temps de passage plus courts et un contrôle de lancement est disponible en option.

### i3 eDrive35L
Depuis fin mars 2022, la version longue entièrement électrique est disponible en Chine sous le nom de BMW i3 eDrive35L. Sa transmission provient du BMW iX3 et elle est alimentée par une batterie de 66,1 kWh net placée dans le soubassement; Cette dernière permet une autonomie de 526 km selon la norme d'essai WLTP (Procédure d'essai mondiale harmonisée pour les véhicules légers) qui est un peu plus généreuse,,.